# John Broman
John Broman (ur. 1959) – amerykański skoczek narciarski, który występował w latach 1979–1983.
Najlepsze wyniki w Pucharze Świata osiągnął w sezonie 1980/1981, w którym został sklasyfikowany na 19 miejscu. W tym samym sezonie był dwukrotnie na podium w konkursach PŚ (raz wygrał i raz zajął 3. miejsce).

## Puchar Świata w skokach narciarskich

### Miejsca w klasyfikacji generalnej
- sezon 1980/1981[2]: 19.
- sezon 1981/1982[3]: 32.
- sezon 1982/1983[4]: 52.

### Miejsca na podium chronologicznie
1. Ironwood (USA) – 13 lutego 1981 (3. miejsce)
2. Thunder Bay (CAN) – 22 lutego 1981 (1. miejsce)

## Mistrzostwa świata w skokach narciarskich
- Drużynowo
  - 1982 Oslo (NOR) – 6. miejsce (duża skocznia)